# (4701) Milani
(4701) Milani es un asteroide perteneciente al cinturón de asteroides, descubierto el 6 de noviembre de 1986 por Edward Bowell desde la Estación Anderson Mesa (condado de Coconino, cerca de Flagstaff, Arizona, Estados Unidos).

## Designación y nombre
Designado provisionalmente como 1986 VW6. Fue nombrado Milani en honor al astrónomo italiano Andrea Milani de la Universidad de Pisa, por sus contribuciones a la comprensión de la dinámica de las órbitas de los asteroides y el uso de técnicas numéricas sofisticadas para investigar la evolución a largo plazo de las órbitas en el sistema solar.

## Características orbitales
Milani está situado a una distancia media del Sol de 2,703 ua, pudiendo alejarse hasta 3,082 ua y acercarse hasta 2,324 ua. Su excentricidad es 0,140 y la inclinación orbital 3,674 grados. Emplea 1623 días en completar una órbita alrededor del Sol.

## Características físicas
La magnitud absoluta de Milani es 13,1. Tiene 14,462 km de diámetro y su albedo se estima en 0,046. Está asignado al tipo espectral Xe según la clasificación SMASSII.